# Салле, Дэвид
Дэвид Салле (англ. David Salle, род. 1952) — американский живописец, неоэкспрессионист.

## Биография
Родился в Оклахоме. Получил образование в Калифорнийском институте искусств, где учился у Джона Балдессари. Работы Салле привлекли внимание публики в Нью-Йорке в начале 1980-х.

## Творчество
Первая персональная выставка Дэвида Салле состоялась в 1980, а вторая, совместно с Джулианом Шнабелем, в Галерее Мэри Бун в 1981. Живопись художника выглядела составленной из множества соседствующих образов или была композицией из изображений, нарисованных поверх друг друга или внахлест. Художник и критик Томас Лоусон писал о работах Салле: «Часто его тема — обнаженные женщины, представленные как объект. Порой это мужчины. В лучшем случае эти представители человечества даны бегло, поверхностно, экспромтом; в худшем — они брутальны, искажены… смысл где-то брезжит, но мучительно утаивается… это мертвое, инертное выражение невозможности страсти в культуре, где самовыражение регулируется законом».